# One More Tomorrow
Pour plus de détails, voir Fiche technique et Distribution.
One More Tomorrow est un film américain en noir et blanc réalisé par Peter Godfrey, sorti en 1946.

## Synopsis
À la veille de la Seconde Guerre mondiale, un mondain riche et célibataire, Thomas Rufus Collier III, organise une somptueuse fête pour la haute société du Connecticut, où l'alcool coule à flots. Une reporter de magazine, Christie Sage, et son assistant, Frankie, sont venus pour un scoop exclusif. Cecilia Henry, une dame de la haute société essaye d'impressionner Thomas, dont elle est amoureuse, mais Thomas n'est pas intéressé et rentre à New York avec Christie et Frankie.
En plus de leur travail habituel au magazine, Christie et Frankie travaillent dur pour publier un magazine libéral. Cependant, le magazine n'est pas un succès et ils risquent la faillite. Lorsque Thomas l'apprend, il décide d'acheter des actions du journal, au grand dam de sa famille conservatrice, qui préfère voir Thomas reprendre l'entreprise familiale plutôt que de diriger un magazine libéral. Pendant ce temps, Thomas tombe amoureux de Christie et lui propose de se marier, mais elle décline son offre, expliquant qu'elle est une femme simple qui n'est pas de son monde.
Christie décide de voyager au Mexique avec Frankie. Thomas accepte un rendez-vous avec Cécilia, et ne tarde pas à l'épouser. Ses parents lui offrent une grosse somme d'argent comme cadeau de mariage, à condition qu'il se distancie du magazine. Lorsque Thomas refuse, Cecila élabore un plan dans son dos, avec ses parents, pour remettre son mari sur « le droit chemin ».
Christie revient du Mexique et déclare son amour à Thomas. Ses collègues du magazine s'affairent actuellement sur un fait divers qui pourrait mettre en danger plusieurs amis de la haute société de Thomas. Cécilia ment à Thomas en lui disant que son père finira en prison si l'article est publié. Lorsqu'il est informé un peu plus tard de la tromperie de Cecila, Thomas la quitte et entame une relation avec Christie.

## Fiche technique
- Titre : One More Tomorrow
- Réalisation : Peter Godfrey
- Scénario : Charles Hoffman, Catherine Turney, Julius J. Epstein et Philip G. Epstein
  - d'après la pièce de théâtre The Animal Kingdom de Philip Barry (1932)
- Direction artistique : Anton Grot
- Photographie : Bert Glennon
- Montage : David Weisbart
- Musique : Max Steiner
- Producteur : Benjamin Glazer
- Société de production et de distribution :Warner Bros.
- Pays de production :  États-Unis
- Langue originale : anglais américain
- Format : noir et blanc — 35 mm — 1,37:1 — son : mono
- Genre : Comédie romantique
- Durée : 87 minutes
- Date de sortie :
  - États-Unis : 1er juin 1946

## Distribution
- Ann Sheridan : Christie Sage
- Dennis Morgan : Tom Collier III
- Jack Carson : Pat Regan
- Alexis Smith : Cecilia Henry
- Jane Wyman : Frankie Connors
- Reginald Gardiner : Jim Fisk
- John Loder : Owen Arthur
- Marjorie Gateson : Tante Edna Collier
- Thurston Hall : Thomas Collier II
- John Abbott : Joseph Baronova